# Ложь
Ложь — сознательное искажение истины, высказанное с целью введения кого-либо в заблуждение.

## В логике
В логике ложь — одно из двух возможных состояний. Ложь противоположна истине.

## В информатике
В информатике ложь — это недостоверная информация. Ложными могут быть факты, сведения.
Истина в информатике — это достоверная информация. Истинность или ложность информации может быть неопределённой ввиду недостаточности сведений.

## В СМИ
В последние несколько десятилетий в жанр документального кино, в связи с растущей его коммерциализацией, стало проникать всё большее количество явной лжи, то есть заказной дезинформации и постановочных сцен. В ответ, в игровом кино, как бы в качестве пародии, появился жанр псевдодокументалистики, где всё это уже окончательно доводится до абсурда. Данный жанр стал особенно популярен в эпоху всеобщей информатизации. Учитывая то, что зрителя никто не предупреждает, что ему показывается ложная информация, лишь оформленная в виде документалистики, а иногда и прямо утверждается, что информация якобы «документальна», становится совершенно очевидным, что граница между истиной и ложью в современной масс-медийной продукции оказалась совершенно размыта. Псевдодокументальная ложь на экране широко рекламируется и получает многочисленные награды. В погоне за прибылью, на показе псевдодокументалистики стали специализироваться уже целые телеканалы, такие как Рен-ТВ и НТВ.
Псевдодокументалистика, наряду с такими явлениями как астротурфинг и деятельность «веб-бригад», может быть частью информационных войн, в которых широко используется ложь и подмена фактов для нужной подачи заинтересованной стороны и формирования определённого мнения у как можно большей части общества. Это особенно опасно в государствах, где нет свободы СМИ, которая позволила бы гражданам путём анализа нескольких источников выбирать наиболее достоверную информацию.

## Ложь как психологический феномен
Феномен лжи широко исследуется в психологии и психолингвистике.
Существует множество авторских определений лжи: Ж. Мазип предлагает сложное интегративное определение феномена. Обман (или ложь) — намеренная попытка (успешная или нет), скрыть и/или сфабриковать (манипулировать) фактическую или/и эмоциональную информацию, устными или/и невербальными средствами, чтобы создать или поддержать в другом или в других мнение, которое сам коммуникатор считает ложным.
О. Фрай: Ложь — это успешная или безуспешная намеренная попытка, совершаемая без предупреждения, сформировать у другого человека убеждение, которое коммуникатор считает неверным.
Б. Де Пауло доказала, что ложь — очень распространённый в повсеместной жизни коммуникативный феномен, который включает в себя разнообразие ситуаций и тактик лжи. Автор предлагает трёхфакторную модель лжи, в которую включены компоненты: содержание, тип и референт. Содержанием лжи может выступать эмоция, действие, оправдание, достижение и факт. По типу ложь бывает: прямая ложь (неправда в чистом виде), преувеличение и изощрённая ложь (опускание или искажение важных деталей). Референт лжи — это тот, о ком (или чем) говорится ложь (самоориентированная и ориентированная на других).
Иногда ложью называют непредумышленное создание и удержание мнения, которое передающий может считать истинным, но несоответствие истине которого доказано, подтверждено и известно, но для этого случая чаще применяется термин «заблуждение». П. Экман определяет ложь как «намеренное решение ввести в заблуждение того, кому адресована информация, без предупреждения о своём намерении сделать это».

## Ложь как психиатрический феномен (патологическая лживость)
В общем, патологическую лживость (pseudologia fantastica) понимают как фальсификацию, очень сложной структуры, обширную во времени (от нескольких лет до целой жизни), которая не вызвана слабоумием, безумием и эпилепсией. Потребность привлекать к себе внимание и внушать в других преклонение перед своей личностью соединяется с чрезмерно возбудимой, богатой и незрелой фантазией и аморальными дефектами.
Многие исследователи рассматривают патологическую лживость как неотъемлемый атрибут и следствие тяжёлых психических и «социальных» болезней. Например, Дик c коллегами к патологическим лжецам относит наркоманов и алкоголиков, людей с нарциссизмом, психопатизмом и социопатией.

## Виды лжи

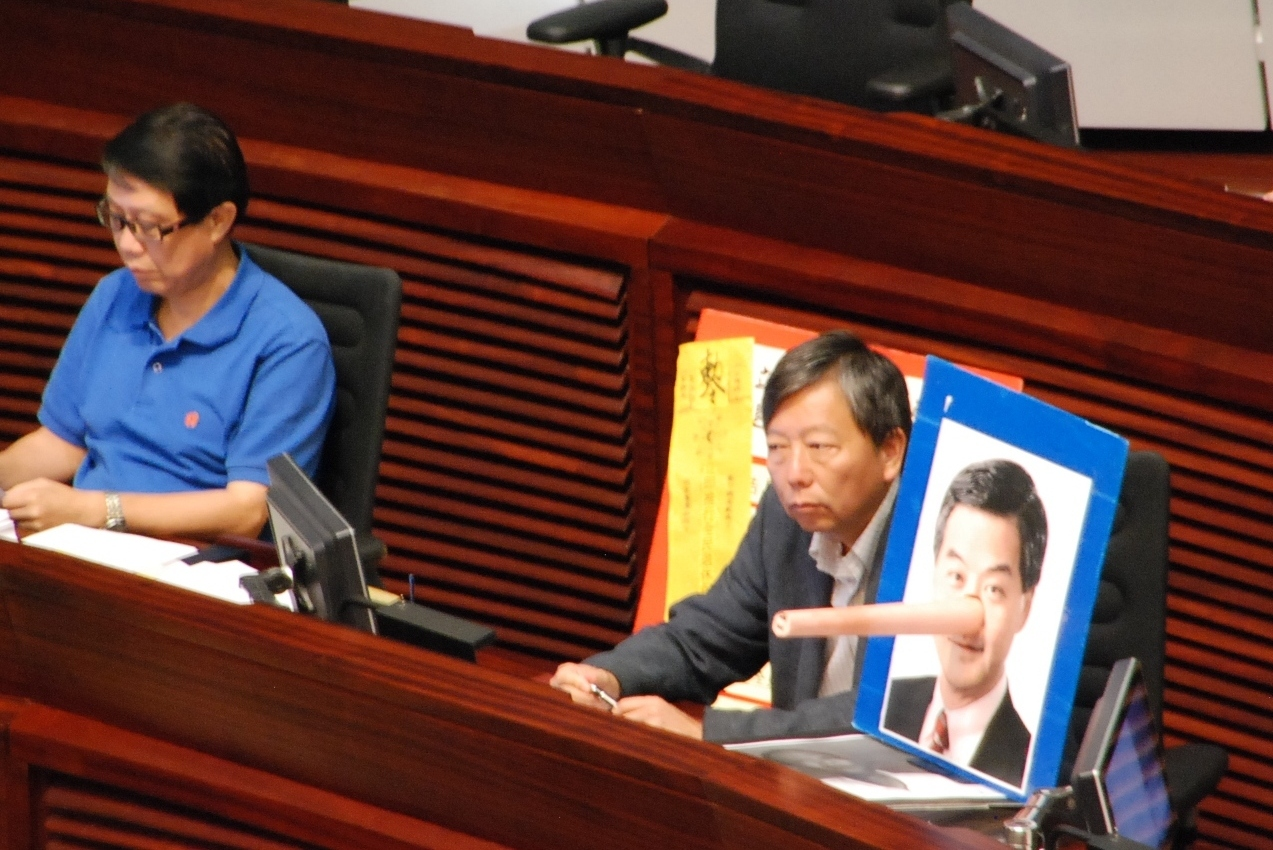
Сравнение политика с героем сказки Пиноккио, у которого рос нос, когда тот говорил неправду.

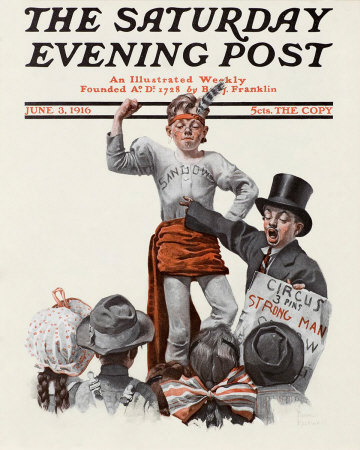
Рисунок иллюстратора Нормана Роквелла, 1916 год

По теории манипулирования информацией (McCornack, Burgoon) ложь выступает как манипулирование информацией. Опираясь на коммуникативный кодекс (Grice), МакКорнак, по его убеждению, выявил общие типы лжи:
1. Манипулирование качеством информации (Осознанное манипулирование качеством передаваемой информации хорошо объясняет ложь или фальсификацию).
2. Манипулирование количеством информации (Осознанное манипулирование количеством передаваемой информации хорошо объясняет обман или укрывательство).
3. Передача двусмысленной, размытой информации.
4. Неуместная информация (Нарушение этого принципа подходит под термин «диверсионный ответ»[18], при котором собеседник перенаправляет беседу, отклоняя её от опасных для него фактов.
5. Искажение — сообщение ложной информации, также — фабрикация, фальсификация (максимизация — maximization).

- Симуляция (притворство)
Имитация человеком физического или психического состояния, которого этот человек на самом деле в данный момент не испытывает. Так, широко распространена симуляция болезней (особенно среди учащихся, призывников и заключённых). В спорте имеет место симуляция травм. Также можно считать симуляцией притворные слёзы и тому подобные наигранные эмоции.
- Самозванство
Выдача себя за другое реальное или вымышленное лицо; если преследуются корыстные цели, то самозванчество становится мошенничеством. История знает многих знаменитых самозванцев: трёх Лжедмитриев в Смутное время, Емельяна Пугачёва, выдававшего себя за Петра III, и т. д. Также самозванчество нередко встречается в литературных произведениях, особенно в детективах, приключенческих романах и сказках. Самозванство следует отличать от диссоциативных психических расстройств (нарушения самоидентификации личности) и от тех случаев, когда человеку были предоставлены (чаще всего, в детстве) заведомо ложные сведения о его происхождении, принятые, тем не менее, этим человеком на веру.
- Плагиат
Нарушение авторских прав, состоящее в приписывании себе открытия, изобретения либо художественного произведения (литературного, изобразительного, музыкального), заведомо сделанного другим лицом. Часто понятие «плагиат» используется в более узком смысле для обозначения нарушения авторских прав в литературе. В большинстве современных стран, в том числе в России, плагиат может повлечь за собой судебное разбирательство. Чтобы чьи-либо действия могли квалифицироваться как плагиат, необходимо, прежде всего, отсутствие указаний на источник информации.
- Подмена понятий
Выдача какого-либо объекта за таковой, каким он заведомо не является, либо заведомо неверное трактование понятия, имеющее целью введение в заблуждение заинтересованной стороны. Примеров подмены понятий много в сказке Джанни Родари «Джельсомино в Стране лжецов»: в Стране Лжецов вместо хлеба в булочной продавали чернила, а пиратами называли порядочных людей.

- Детская ложь
Специфический возрастной вид лжи, заключающийся в выдавании детьми своих фантазий за действительность. По мнению большинства психологов, феномен детской лжи связан с тем, что дети до определённого возраста (согласно большинству гипотез, до 5 лет) не всегда умеют отличить реальность от воображения и принимают игру за действительность. Остаётся спорным вопрос, является ли детская ложь собственно ложью в полном смысле этого слова, так как дети искренне верят в свои фантазии и не собираются никого вводить в заблуждение, тем более, последнее в этом случае маловероятно, потому что детская ложь всегда явно неправдоподобна. По мнению большинства психологов, детская ложь не должна вызывать особенного беспокойства у родителей, так как является обычным этапом в развитии воображения ребёнка. Тревожным симптомом можно считать лишь полное отсутствие детской лжи в определённом возрастном периоде (преддошкольном и дошкольном), чрезмерные проявления детской лжи в указанном возрасте, а также поздние проявления детской лжи (после 7 лет).

По данным директора Института исследования детства, Университет Торонто, доктора Кана Ли, детскую ложь можно разделить на три категории:
- ложь, которая помогает ладить с другими людьми («Ты такая хорошенькая!»);
- ложь, призванная защитить от наказания («Это не я», «Я не слышал, как ты мне это говорила»);
- самообман («Я никогда не вру»).

- Неприкрытая ложь (бесстыдная ложь, наглая ложь)
Утверждение, ложность которого очевидна не только тому, кто его высказывает, но и всем заинтересованным лицам. Например, отрицание ребёнком того, что он стащил со стола и съел шоколадку, в то время как его губы и ладони перемазаны шоколадом, является бесстыдной ложью.
- Сказки для детей
Вид лжи, позволяющий разговаривать с детьми о явлениях или концепциях, которые считаются «недетскими» в конкретном обществе. Общеизвестными примерами являются ответы на вопрос «откуда дети берутся» вида «в капусте находят», «аист приносит» и т. п.
- Белая ложь (деликатная ложь, ложь «хорошего тона»)
Ложь, которая, по мнению говорящего, предоставит слушающему значительное облегчение, а в случае раскрытия её лживости принесёт всего лишь небольшое неудобство. Белая ложь обычно произносится, чтобы не обидеть или не огорчить кого-либо; например, не слишком привлекательной девушке сообщают, что она «очень даже ничего». Большей частью белая ложь определяется местными обычаями, и редко когда может быть чётко отделена от других видов лжи. Во многих культурах белая ложь не осуждается и даже приветствуется.
- Лесть
С белой ложью граничит лесть — приписывание кому-либо достоинств, которыми этот человек в действительности заведомо не обладает, или чрезмерное преувеличение реально имеющихся у него достоинств с целью создания лучшего отношения объекта. Но между белой ложью и лестью есть принципиальное различие: белая ложь не всегда осуждается и в ряде культур является нормой, тогда как лесть порицается повсеместно и всегда признаётся противоречащей нормам морали[источник не указан 916 дней]. Лесть в большинстве случаев однозначно расценивается как вид лжи (сравним поговорку: «Льстец — тот же лжец»). Классический пример лести показан в басне Крылова «Ворона и лисица».
- Ложь во благо («благородная» ложь, «святая» ложь)
Ложь, которая в случае её раскрытия принесёт слушателю или третьим лицам значительный вред, однако в то же время представляет собой значительную выгоду самому слушателю либо обществу в целом. Примерами лжи во благо является уверение умирающего человека, что с его сыном всё в полном порядке, несмотря на то, что на самом деле у последнего сломана нога; введение в заблуждение преступника, и т. п.
- Ложь во спасение

Ложь как способ совершить «меньшее из двух зол» (например, ложь как способ уклониться от участия в преступлении).
Отношение ко лжи во спасение неоднозначно: в определённых ситуациях она выступает одновременно и как ложь во благо.
- Лжесвидетельство
Недостоверные высказывания человека, лично дающего показания в суде под присягой, либо предоставленные им в письменном виде после предупреждения его об ответственности за дачу ложных показаний. Лжесвидетельство является преступлением, поскольку, с одной стороны, свидетель тем самым нарушает данное им клятвенное обещание (присягу) говорить только правду, и с другой стороны, препятствует правосудию, для нормального свершения которого требуется абсолютная уверенность в правдивости всех свидетельств. Не является преступлением, если свидетель давал ложные показания, добросовестно заблуждаясь, то есть не зная о том, что эти показания являются ложными (см. невольная ложь).
- Клятвопреступление
Нарушение данного обещания, скреплённого торжественной клятвой, присягой (в таком случае речь идёт о лжи под присягой) либо поручительством третьего лица, призванного в качестве свидетеля клятвы. Осуждается повсеместно и рассматривается как один из наиболее постыдных видов лжи. В ряде культур всякое нарушение данного обещания, даже не скреплённого клятвой, считается клятвопреступлением. Иногда клятвопреступление считается таковым, только если давший обещание с самого начала имел намерение нарушить данное слово. В таком случае человек, нарушивший слово против своей воли, клятвопреступником не считается. Но в большинстве случаев причины, по которым была нарушена клятва, не имеют значения для квалификации действий как клятвопреступления.

Клятвопреступление лишь косвенно можно отнести к видам лжи, да и то не во всех случаях, так как для нарушения клятвы не является необходимым условие говорить информацию, не соответствующую истине (то есть лгать). Во время клятвы человек мог считать правдивым один факт, но со временем убеждения и взгляды человека могли измениться, и он перешёл на противоположную сторону, считая правдой другой факт. Именно в случаях изменившейся истины для человека, клятвопреступление не является видом лжи.
- Клевета
Распространение о ком-либо заведомо ложных порочащих сведений, либо (в более узком смысле) заведомо ложный донос о преступлении. Как и лжесвидетельство, является уголовно наказуемым деянием. Считается одним из наиболее предосудительных видов лжи. Однако, если распространитель порочащих сведений не знает о том, что сведения эти являются ложными, и принимает их за правду, такие действия квалифицируются как сплетничество, а не как клевета.
- Самооговор
Форма лжи, противоположная клевете: принятие на себя человеком ответственности за поступок, заведомо совершённый другим лицом. Обычно самооговор совершают под психологическим давлением или под пытками задержанные и ложно обвиняемые люди. Иногда самооговор является частью лжесвидетельства. В законодательстве ряда стран самооговор является уголовно наказуемым деянием и приравнивается к лжесвидетельству и заведомо ложному доносу о преступлении.
- Блеф
Заявление о наличии у говорящего некоего объекта или намерения, которых тот на самом деле не имеет. Блеф является тактическим приёмом, и может в то же время классифицироваться как иной вид лжи. Например, применение блефа в различных играх (обычно карточных или спортивных) считается частью игры и является приемлемым; блеф преступника, требующего денег с кассира, держа в кармане оттопыренный палец (выдаваемый преступником за пистолет), является ложью; блеф полицейского, упёршего в спину преступнику палец вместо пистолета, является ложью во благо.
- Введение в заблуждение
Высказывание, вводящее в заблуждение, не содержит явной лжи, но тем не менее его целью является попытка заставить слушающего поверить в истинность того, что истиной не является. Оно строится таким образом, что все факты в нём истинны, однако подобраны таким образом и в такой последовательности, что подталкивают слушающего к неверному выводу. Недоговорка и контекстная ложь представляют собой примеры введения в заблуждение. Вообще, введение в заблуждение — слишком широкое понятие, так как любая форма лжи содержит элемент введения в заблуждение. Так, в «Тартарене из Тараскона» Альфонса Доде князь Григорий Черногорский рассказывал Тартарену, что прожил в Тарасконе в течение трёх лет и при этом почти не выходил на улицу. Впоследствии Тартарен выяснил, что Григорий просидел три года в тарасконской тюрьме. Фактически Григорий не обманывал Тартарена, так как действительно прожил три года в Тарасконе и не выходил на улицу, но тем не менее он ввёл его в заблуждение, создав своими словами впечатление, что не сидел в это время в тюрьме. Ср. с ТВ-тропами «минбарцы никогда не лгут» и «джедайская правда».
- Подтасовка фактов
Особый случай введения в заблуждение, заключающийся в манипуляции качественно верными фактами, которые преподносятся таким образом, что приводят к заведомо ошибочным выводам.
- Преувеличение (преуменьшение)
Возникает в случае, если качественно высказывание является истинным, но приведённые количественные характеристики не соответствуют действительности.
- Шутливая ложь
Неприкрытая ложь, являющаяся частью шутки, что обычно очевидно для всех участников общения. Примером шутливой лжи является сарказм; более сложно устроенным примером являются встречающиеся в фольклоре многих народов небылицы. Во многих странах ложь в качестве шутки является традиционной во время праздника 1 апреля. В этот день люди часто говорят другим, что у них «одежда в краске», «белая спина», что им «поставили двойку» (используется среди школьников). Вопрос о том, является ли шутливая ложь «настоящей» ложью, нередко оспаривается, и многие философы имеют об этом различные мнения.
- Контекстная ложь
Высказав истину вне соответствующего контекста, можно создать ложное впечатление. Красочный пример приведён в книге Ричарда Фейнмана:

…я снял с петель и другую дверь, отнёс её вниз и спрятал в подвале за цистерной с мазутом. […] Когда я спускался вниз по лестнице, они спросили: «Фейнман, ты взял двери?»
— Хм, да, — ответил я. — Я  взял  дверь. Видите царапины у меня на пальцах, я их заработал, спуская дверь в подвал, когда мои руки скреблись о стену.

Мой ответ их не убедил, они мне так и не поверили.
- Превознесение
преувеличенное заявление, обычно встречающееся в рекламе или агитационных материалах, типа «наш порошок моет безупречно чисто», «кандидат N — единственная надежда демократии» и т. п.
- Ложь из-за устаревания информации
Примером такой лжи являются бланки и визитки, на которых указан устаревший адрес или номера телефонов; всё ещё не снятый рекламный щит обанкротившейся компании и т. п. Часто не воспринимается как ложь, поскольку изначально такая информация была достоверной.
- Ложь из-за двусмысленности информации
Вид введения в заблуждение, при котором информация даётся в неоднозначной форме, допускающей более, чем одно толкование, при этом лишь одно из возможных толковании является верным. Иногда не воспринимается как ложь, поскольку в сообщённой информации содержится верный ответ. Тем не менее, чаще всего двусмысленное сообщение построено таким образом, что подталкивает слушателя к выбору ошибочного толкования.
- Ложное опровержение
Исправление верной информации на заведомо ложную; убеждение заинтересованной стороны в том, что ранее сообщённые сведения были ошибочными, хотя на самом деле они были верны. Часто сочетается с другими видами лжи, так как может преследовать разные цели.
- Патологическая ложь
Немотивированная ложь; ложь ради самой лжи. Хотя данный вид лжи и называется «патологическим», остаётся спорным вопрос о том, действительно ли здесь имеет место психопатология. Не установлено окончательно, насколько патологический лжец может контролировать свою ложь, и, следовательно, можно ли считать такого человека в полной мере дееспособным и может ли он выполнять некоторые социальные функции (например, привлекаться в суде в качестве свидетеля, выступать поручителем при финансовых сделках и т. п.). Существует гипотеза, согласно которой патологические лжецы верят в собственную ложь, что сближает патологическую ложь с детской ложью и позволяет предположить, что патологическая ложь — всего лишь детская ложь, сохранившаяся у человека до зрелого возраста. Однако это не доказано. Практика показывает, что в подавляющем своём большинстве патологические лжецы вполне вменяемы и способны отвечать за свои слова.
- Самообман
Специфический вид лжи, заключающийся в том, что субъект лжи является и её же объектом, иными словами — человек убеждает себя в истинности заведомо ложного суждения. Допустим, студент, плохо подготовившийся к экзамену, внушает себе, что он подготовлен хорошо (в глубине души понимая, что это не так). В основе самообмана лежит выдавание желаемого за действительное. По мнению ряда психологов, самообман представляет собой механизм психологической защиты в тех случаях, когда признание правды может душевно ранить человека или причинить моральный дискомфорт. Некоторые психиатры сближают самообман с патологической ложью по признаку веры в заведомо ложное утверждение. С точки зрения философии мнения о том, можно ли по-настоящему обманывать себя, сильно расходятся, поэтому некоторые врачи и философы избегают слова «самообман», заменяя его словом «самовнушение».
- Невольная ложь («невинная» ложь, наивная ложь, непреднамеренное введение в заблуждение)
Невольное введение в заблуждение, связанное с верой говорящего в истинность ошибочного утверждения, потому лишь косвенно относится к видам лжи. Например, ребёнок убеждён родителями, что детей приносит аист, и рассказывает об этом своим друзьям, которые хотят узнать, откуда берутся дети. Часто такая ложь является следствием того, что говорящий сам был обманут кем-то. Поэтому такая ложь иногда называется «невинной» (потому что вина за ложь падает на того, кто сообщил говорящему ложные сведения) либо наивной (в знак наивности и доверчивости говорящего, повторяющего чужую ложь). В большинстве культур непреднамеренная ложь не считается «настоящей» ложью и не осуждается. Так, если свидетель, давший неверные показания в суде, добросовестно заблуждался, он не привлекается к ответственности за лжесвидетельство.

## Уровни лжи
Исследователь Школы психологии Кардиффского университета Великобритании Сьюзан Ликам (Susan Leekam) классифицировала ложь, в зависимости от её уровня / степени сложности..
- Первый уровень лжи — это манипуляция другим человеком без намерения (даже без мысли) повлиять на его убеждения. Обманщик, прибегнувший к такого рода лжи, в большинстве случаев не осознаёт, что, говоря неправду, он может повлиять на чужие убеждения. К такому виду лжи чаще всего прибегают дети, либо пытаясь скрыть свои проступки, чтобы избежать наказания, либо выдумывая свои хорошие дела, чтобы потребовать за них награду. Столь незамысловатый обман нередко раскрывается, потому как дети часто пренебрегают важными деталями, которые могут их разоблачить (к примеру, оставляют крошки от печенья).
- Второй уровень лжи включает осведомлённость обманщика об убеждениях собеседника. Теперь лжец должен помнить, что с помощью неверного утверждения (лжи) можно манипулировать убеждениями собеседника, что сам собеседник, приняв неверное утверждение за истину, на его основе будет оценивать все последующие. Лжецы, достигшие этого уровня обмана, вводят окружающих в заблуждение намного эффективнее, чем лжецы первого уровня. Например, продавец машины может оценить потенциального покупателя и до определённой степени обманным путём заставить его доплатить за дополнительные опции (например, экономичное топливо, безопасность, видеорегистратор) автомобиля, который продаёт.
- Третий уровень лжи достигается вруном, который осознаёт, что влияет на убеждения собеседника своими словами и понимает, что собеседник оценивает его собственные убеждения. Иными словами, оценивает, насколько обманщик искренний. Таким образом, умелая ложь включает убеждение собеседника в том, что сам обманщик верит в свои слова и в то, что у него искренние намерения. Искусный лжец постоянно «читает» невербальное поведение собеседника и в ответ на его реакцию применяет вербальное и невербальное общение, чтобы казаться более искренним. Это умение значительно повышает способность манипулировать людьми, влиять на их убеждения. Также данный навык может быть признаком тонкого чувства такта, дипломатичности и убедительности. Пример применения этого навыка — поведение вышеупомянутого продавца автомобиля, который «считывает» эффект, производимый его товаром на потенциального покупателя. Если продавец почувствует недоверие, то немедленно изменит своё поведение, чтобы казаться более искренним и заслуживающим доверия.

Вышеописанные уровни лжи представляют собой своего рода ступени сложности. Чем выше уровень, тем более сложными и изощрёнными навыками должен обладать лжец для успешной манипуляции. Большинство людей способны научиться лжи второго уровня, но навыками третьего уровня овладеть могут не все.
Существует и иной, ещё более сложный уровень обмана, который можно назвать продвинутой ложью. Такое совершенство обмана доступно относительно немногим, но среди тех, кому он покоряется, харизматичные политики, проповедники, профессиональные продавцы, игроки в покер и мошенники. Эти люди, особенно мошенники, применяют особые психологические уловки, чтобы максимально быстро убедить жертву в своей искренности вплоть до того, что человек доверяет даже свою жизнь незнакомцам. Люди, владеющие этими навыками, обладают собственными отработанными техниками, позволяющими им контролировать своё невербальное поведение и общаться одновременно на подсознательном и речевом уровне.

## Ложь иэмоции
Качество лжи тесным образом связано с испытываемыми лжецом эмоциями (Пол Экман):
1. Чувство вины
2. Страх
3. Восторг от «надувательства» — чувство всемогущества
4. Стыд

## Благородная ложь
За политику «благородной лжи» выступал ещё Платон, который в произведении Государство предполагал, что в идеальном государстве цари-философы будут распространять ложь во имя общего блага.
В современном мире подобную мифическую философию пропагандирует Лео Штраус, его последователи и другие сторонники неоконсерватизмa.